# گارداریکی
گارداریکی اصطلاحی است که در نورسی باستان در زمان قرون وسطی برای اشاره به سرزمین‌های روس کیفی به کار می‌رفت. گاردار نیز مخفف همین کلمه است و همین معنا را می‌دهد.
گاردار با واژه اسلاویک گورد (به معنی شهر) و واژه انگلیسی گاردن (به معنی باغ) از یک ریشه است.